# مطار عبد الله يوسف
مطار عبد الله يوسف هو مطار داخلي يخدم مدينة جالكعيو في الصومال.

## شركات الطيران
| شركات الطيران | الوجهات                    |
| ------------- | -------------------------- |
| جوبا للطيران  | هرجيسا (عبر غاروي)، مقديشو |